# Joseph Friedrich Grammont
Joseph Friedrich Grammont (* 4. September 1759 in Montbéliard; † 19. Dezember 1819) war ein französisch-württembergischer und Schweizer Lehrer sowie einer der frühen Freunde Friedrich Schillers.

## Leben
Joseph Friedrich Grammont entstammte einer hugenottischen Familie aus dem damals zu Württemberg gehörenden Mömpelgard. 1771 trat er in die Hohe Carlsschule in Stuttgart ein (später zur Karlsakademie ausgebaut) und studierte zunächst Jura und anschließend Medizin. Das unerbittlich strenge Regime der Karlsakademie ließ ihn verzweifeln und machte ihn krank, seine Selbstmordabsichten vertraute er seinem Freund Schiller an, dem aufgetragen worden war, in der Krankenstube über Grammont zu wachen. Erst nach Entlassung aus der Karlsakademie im Dezember 1780 gesundete Grammont allmählich.
Nach dem Tod seines Vaters in Mömpelgard begab er sich in die Romandie, wo er als Lehrer arbeitete und Privatlehranstalten in Le Locle und La Chaux-de-Fonds errichtete. Anschließend wurde er Hauslehrer bei der Familie von Effinger auf Schloss Wildegg und Schloss Büren. Er stand mit Johann Heinrich Pestalozzi in regem Briefwechsel, mit dem ihn seit seiner Zeit auf Schloss Wildegg eine tiefe Freundschaft verband. Nach seiner Zeit in Bern ging er nach Sankt Petersburg, um als Erzieher der Söhne des Fürsten Dolgoruki zu wirken. Wohlhabend kehrte er zurück ins Elsass, wo er einige Jahre lebte, bis er nach Stuttgart zurückkam und 1806 zum Gouverneur der Königlichen Pagen ernannt wurde. Ab 1807 war er Professor für Französische Sprache und schließlich Rektor am Königlichen Obergymnasium in Stuttgart.
Grammont war Kommilitone von Friedrich Schiller, der ihm medizinische Schriften widmete.